# Hot boy nổi loạn
Hot boy nổi loạn (traduïble com «Nen calent rebel») és una pel·lícula dramàtica vietnamita de 2011 dirigida per Vũ Ngọc Đãng. El seu títol original és Hot boy nổi loạn và câu chuyện về thằng Cười, cô gái điếm và amb vịt (Nen calent rebel i la història de Cười, la prostituta i l'ànec), abreujat com Hot boy nổi loạn o simplement Hot Boy.
La pel·lícula va tenir un gran èxit comercial i de crítica al Vietnam. S'ha projectat en diversos festivals internacionals, dels quals ha rebut crítiques més variades. En particular, la seva representació de l'homosexualitat s'ha considerat innovadora en el context del cinema vietnamita.

## Argument
La pel·lícula està ambientada a la ciutat de Ho Chi Minh i té dues línies argumentals diferents. La primera descriu un triangle amorós entre tres homes, Khôi, Lam i Đông, en un context de prostitució masculina. La segona tracta d'un home amb trastorn mental, Cười, la seva amistat amb Hạnh, una prostituta, i els seus intents de criar un aneguet.

## Repartiment
- Lương Mạnh Hải com Lam
- Hồ Vĩnh Khoa com Khôi
- Linh Sơn com Đông
- Phương Thanh com Hạnh
- Hiếu Hiền com Cười
- La Quoc Hung com Long
- Don Nguyen com Dan em cua Danh[1]

## Estrena
Amb el títol en anglès Lost in Paradise, la pel·lícula es va estrenar en el Festival Internacional de Cinema de Toronto el setembre de 2011, i es va projectar en el Festival Internacional de Cinema de Vancouver i en el Festival Internacional de Cinema de Busan. Els drets de distribució internacional van ser adquirits posteriorment per Fortissimo Films, amb seu a Amsterdam i Hong Kong, convertint-se en el primer títol vietnamita de la companyia. La pel·lícula es va estrenar a la Ciutat Ho Chi Minh el 12 d'octubre de 2011, a Hanoi l'endemà i es va estrenar en tot el Vietnam el 14 d'octubre. La pel·lícula va inaugurar el HKLGFF (Festival de Cinema Lèsbic i Gai de Hong Kong) en 2011, on va ser descrita com «la primera pel·lícula gai de Vietnam» per l'AFP. També formarà part del pròxim Festival de Cinema de Vietnam.